# Mamenchissauro
Mamenchisaurus, (do latim "lagarto de Mǎmíngxī (马鸣溪"), foi um género de dinossauros herbívoros e quadrúpedes que viveram durante a segunda metade do período Jurássico. As diferentes espécies variavam muito no tamanho, medindo entre 13 e 35 metros de comprimento e pesando de 5 a 75 toneladas. Possuíam pescoços enormes, alguns deles os maiores do mundo animal, chegando a medir talvez até 17 m no caso da maior espécie, M. sinocanadorum.

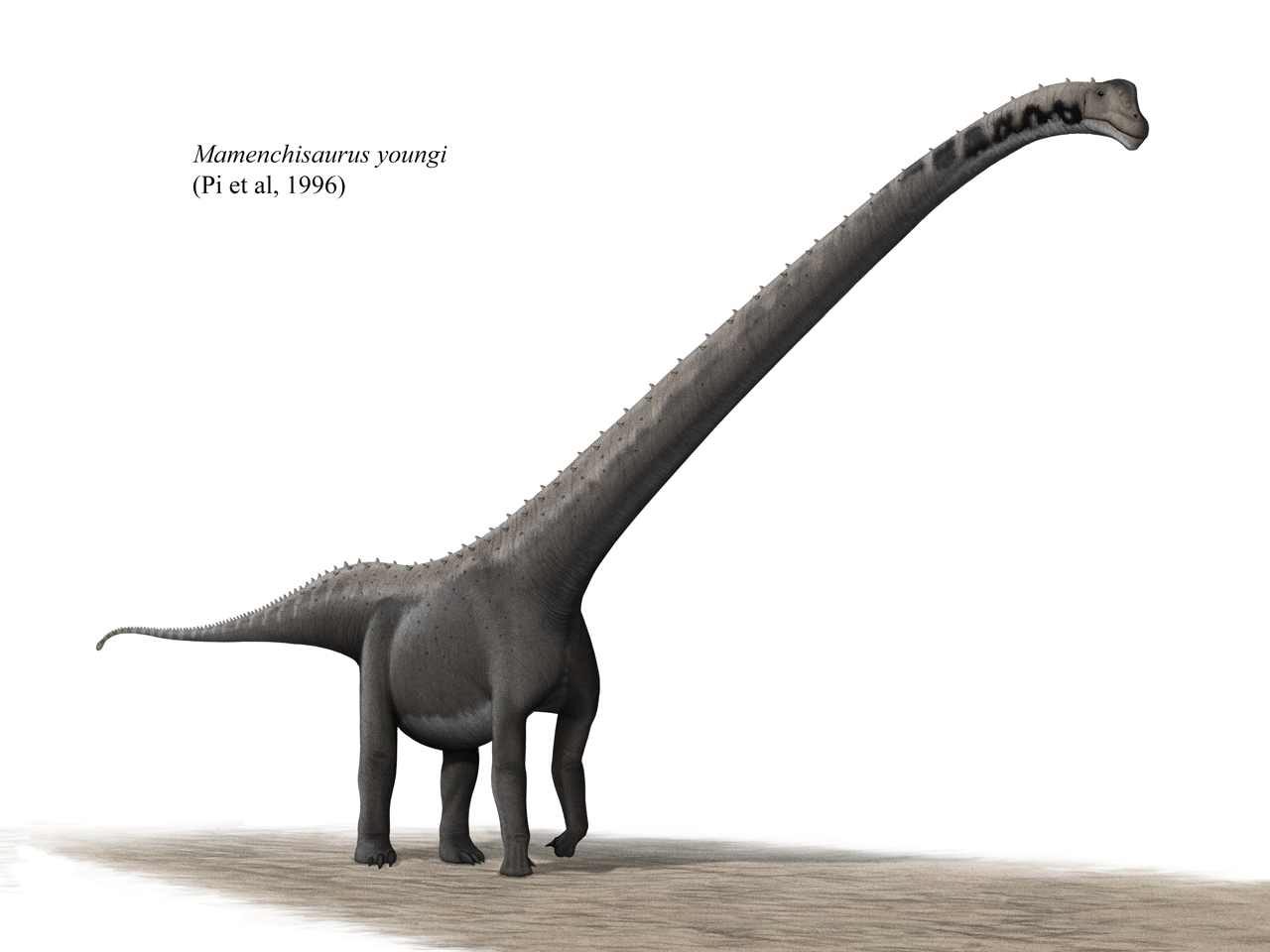
M. youngi

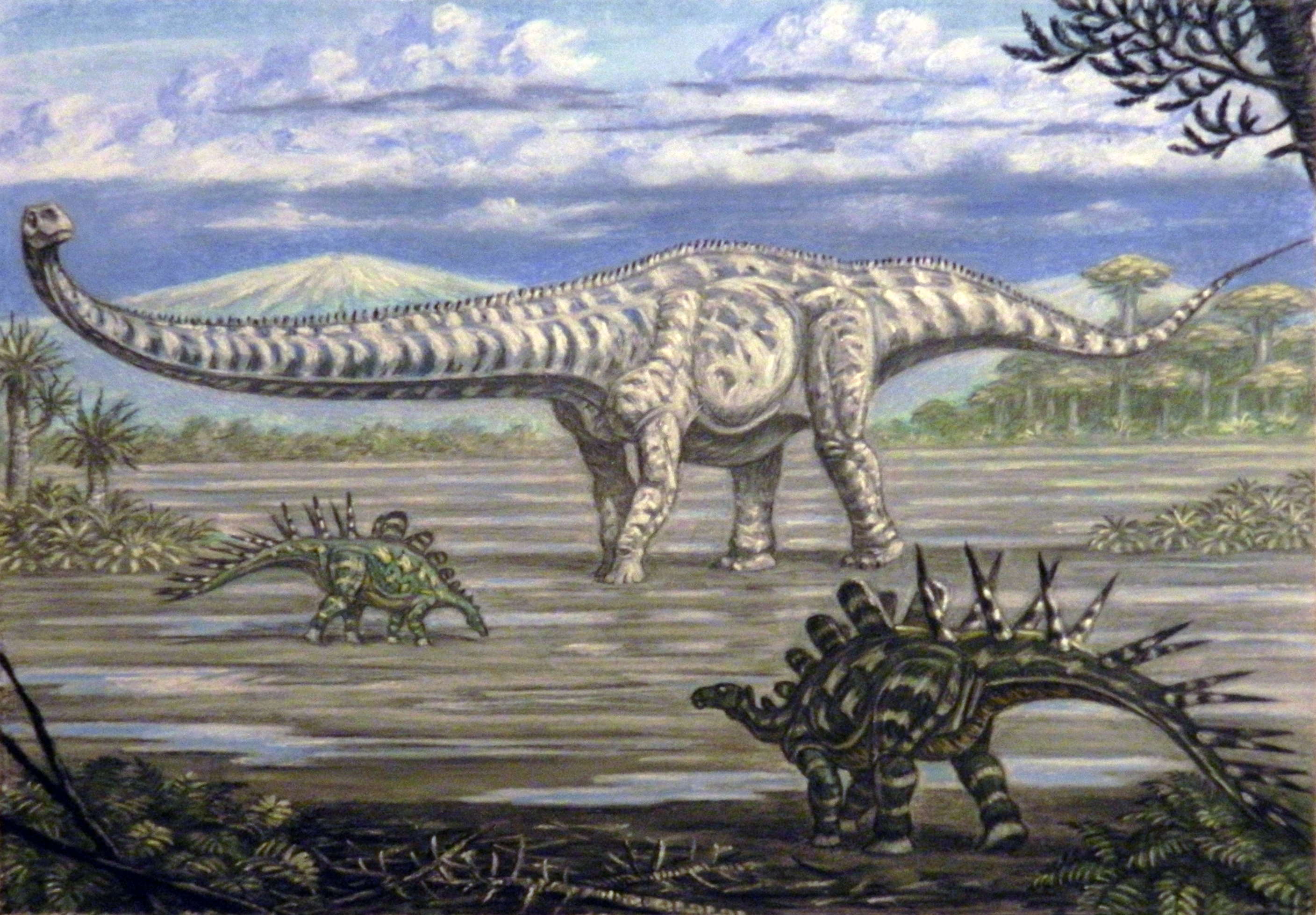
Reconstrução paleoartística de um Mamenchisaurus.

Os Mamenchisaurus viveram na Ásia e seus fósseis foram encontrados na China, na Mongólia e até no Japão, embora o achado japonês talvez não pertença a um Mamenchisaurus. A característica mais facilmente reconhecível deste género é o pescoço proporcionalmente muito longo, que corresponde a quase metade do comprimento dos Mamenchisaurus.

## Espécies
- "Mamenchisaurus" anyuensis

Comparação de tamanho entre diferentes espécies do gênero Mamenchisaurus.

- Mamenchisaurus constructus (espécie-tipo)
- "Mamenchisaurus" hochuanensis
- "Mamenchisaurus jingyangensis"
- "Mamenchisaurus" sinocanadorum
- "Mamenchisaurus" youngi
- Mamenchisaurus yunnanensis